# Kaloré
Kaloré là một đô thị thuộc bang Paraná, Brasil. Đô thị này có diện tích 193,299 km², dân số năm 2007 là 4752 người, mật độ 20,3 người/km².